# Равич (герб)
Равич (пол. Rawicz, Rawa), також Вршин (пол. Ursyn, Ursus, Ursowic, лат. Ursin) — шляхетський герб.

## Інші назви
- Ursin
- Ursowic
- Panna na niedźwiedziu
- Miedźwiada, Niedźwiada,
- Miedźwioda, Niedźwioda,
- Niedźwieda,
- Rawic
- Rawita

## Опис гербу
На золотому полі коронована діва з широко розведеними руками сидить на чорному ведмеді. У клейноді повернутий ліворуч ведмідь, що тримає у лапі троянду і виникає з-поміж двох оленячих рогів.

## Легенда

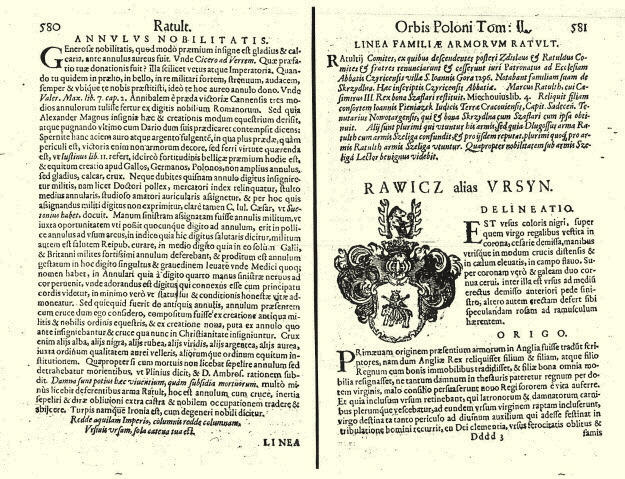
Глава про Равіч в гербовнику Ш. Окольського «Orbis Poloni» (1642)

Легенда свідчить, що англійський король вмер, не залишивши належним чином складеного заповіту, і волю свою сповістив з того світу. Згідно з нею, царську корону і нерухоме майно король залишив своєму синові, а усе рухоме майно — дочці. Послухавши пораду, що дало йому придворне оточення, принц вирішив формально виконати батькову волю і звелів запустити чорного ведмедя — який, безумовно, був рухомим майном — до опочивальні принцеси. У разі її смерті, яка здавалася невідворотною, виконувалася воля короля і наочно демонструвалася нездатність принцеси керувати рухомим майном. Але принцеса не тільки приборкала звіра, а, навіть, виїхала на ньому верхи зі своїх покоїв піднімаючи руки до неба і вимагаючи справедливості. Брат, побачивши, що правда і вищі сили на боці сестри, вибачився перед нею і віддав заміж за князя лотарінгського зі всім, що мало належати їй, майном. У пам'ять про те, що сталося, принцеса дала своїм нащадкам герб, який зображує дівчину на ведмеді. Сенс гербу — здатність Равічів з честю виходити з важких випробувань, «перетворення Конфузії у Вікторію».

## Прокляття

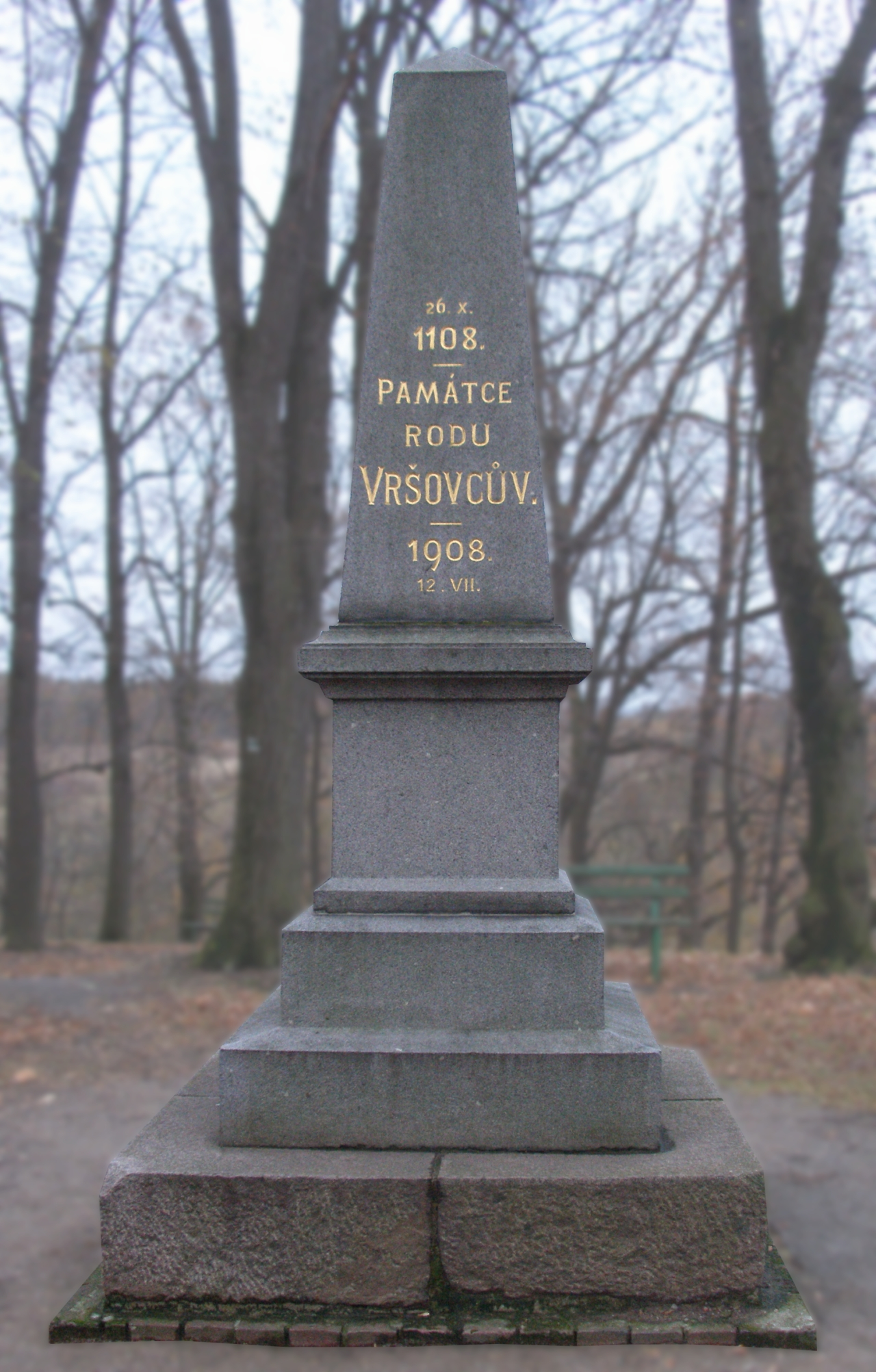
Пам'ятник роду Вшовців (Вроцлав, Чехія)

У 995 році рід Вршовців, що пізніше прийняли ім'я Равичів, був проклятий Св. Адальбертом (Войцехом) за вбивство п'яти (за іншими версіями, чотирьох) братів останнього. Імена вбитих Славниковичів: Спитимир, Побраслав, Поржей, Часлав, а також Собебор, який, за деякими даними, все ж таки вцілів. Св. Адальберт напророкував, що рід Вршовців має тричі занепасти.
У 1108 році, Вршовці програли феодальну чвару Пржемисловичам, піддалися жорстокому цькуванню. На горі Петржин у Празі відбулися масові страти Вршовців. Непошкоджена частина роду утекла у Польщу і інші сусідні країни. У Польщі Вршовців милостиво зустрів Болеслав III Кривоустий і подарував їм землі, що межували зі Священною Римською Імперією.
Отже герб розповсюдився серед польського шляхетства. Найчастіше він зустрічається у землях сандомирських, равських, краківських, любельських, а після Городельської унії — у Литві.

## Участь в Грюнвальдській битві
У 1410 році полк Равичів брав участь в Грюнвальдськой битви під керівництвом Кристіана з Острова, краківського каштеляна.

## Міста, засновані Равичами в Польщі
Rawicz, Sawin, Szczekocin, Przysucha, Kętrzyn, Radzyń Podlaski, Adamów, Chełm, Łuków, Węgrów, Kościerzyna, Goniądz, Przemyśl, Tomaszów Mazowiecki, Ożarów Mazowiecki, Margonin.

## Роди
Ґнєвоші, Косинські (Равич), Ожаровські, Олендзькі, Прушинські Якубовичі Кінзерські, Щербицькі

## Різновиди гербів
- Бохенські ІІ